# ゲイコツナメクジウオ
ゲイコツナメクジウオ（鯨骨蛞蝓魚、学名：Asymmetron inferum）は、鯨骨生物群集から見つかったナメクジウオの1種。ナメクジウオ類（脊索動物門頭索動物亜門ナメクジウオ目ナメクジウオ科）で唯一深海（水深200m以深）に棲む種であり、もっとも古い系統に属する種でもある。
学名のinferumは深海を意味する。

## 発見
鹿児島県野間岬沖に設置されたマッコウクジラ死体直下の堆積物（水深229m）から2003年に発見された。この死体は2002年に投下されたもので、発見はそれから1年半後になる。海洋研究開発機構の無人探査機ハイパードルフィンによって採集された。その後、2004年、2005年の調査でも確認されている。
2004年に新種として記載された。ナメクジウオ類の新種が発見されたのはおよそ80年ぶりとなる。

## 形態
体長は約15mm。体側には約83の筋節が隙間なく並んでいる。オナガナメクジウオ属の他種では筋節数は最大で72であり、それに比べて非常に多いのが本種の識別点となるが、それ以外の点はよく似ている。体の前方側面には多数の鰓裂が斜めに並び、その後方の腹側部には楕円形の生殖腺が30以上見られる。
他のナメクジウオ類と比べると、内柱（脊椎動物の甲状腺に相当する器官）が肥大化しているほか、ハチェック小窩（下垂体に相当）や被嚢突起（ヒゲ）の形態にも違いがある。これらの違いは、後述するように特殊な環境で生活していることと関係しているかもしれないが、詳細は不明である。

## 生態
深海に沈んだクジラの死骸を中心とする生物群集を鯨骨生物群集と呼び、ホネクイハナムシなど特有の生物が多く見つかっている。本種もその一員である。ナメクジウオ類は浅く、水がきれいな砂底の海に生息するのが普通であり、本種だけが深海の、腐ったクジラの死骸周辺の酸素が乏しく、硫化水素の多い堆積物に棲んでいる。このような生息環境にどのように適応し、生活しているのかは不明だが、同じ群集に見られる他種と同じく、鯨骨周辺で得られる脂肪や硫黄を豊富に含む物質を利用しているものと推測されている。形態的には同属のオナガナメクジウオと似ていることから、同様に濾過食者である可能性が高い。

## 系統と分類
ナメクジウオは脊索動物門、頭索動物亜門に分類される動物の総称である。頭索動物亜門はすべてナメクジウオ綱・ナメクジウオ目・ナメクジウオ科に含まれるが、ナメクジウオ科はナメクジウオ属、カタナメクジウオ属、オナガナメクジウオ属の3属に分けられる。（オナガナメクジウオ属は一時期カタナメクジウオ属に含まれるとされていたが、その後の研究により形態的にも遺伝的にも区別できる独立の属とされている。）
本種はオナガナメクジウオ属に分類される。ミトコンドリアDNAを用いた分子系統解析によって、オナガナメクジウオ属はナメクジウオ科3属のなかでもっとも初期に分岐した系統であり、そのなかでも本種は最初に分岐したと推定されている。したがって本種は頭索動物亜門のなかでもっとも古い系統に属する現生種だと考えられるので、同じ脊索動物門に属する脊椎動物の起源を研究する手がかりとなることが期待されている。

## 進化
他のオナガナメクジウオ属は浅いサンゴ礁の海に生息しているのに、本種だけが深海の鯨骨生物群集に棲んでいる。分子時計によって、本種が他のオナガナメクジウオの系統と分岐したのは白亜紀中期（約1億年前）であると推定されている。大型のクジラ類が起源したのは始新世中期（約4千万年前）なので、本種は大型のクジラによる鯨骨生物群集が出現するよりも前に分岐していたと考えられる。
この点について昆らは、本種の祖先がメガロドンやシファクティヌス、魚竜や首長竜といった大型脊椎動物の死骸を利用していた可能性を指摘している。これらの動物はクジラと比べて脂肪が少ないため、硫黄の濃度がそれほど高くならない。ナメクジウオ類は高濃度の硫黄には耐えられないのが普通である。本種の祖先もそうだったとすれば、はじめは魚類や爬虫類の死骸を利用し、大型のクジラが現われた後で硫黄耐性を進化させ、鯨骨に特殊化したと推測することができる。

## 飼育
海洋研究開発機構では、堆積物代わりのガラスビーズを敷いた水槽に本種を鯨骨と共に入れて飼育することで、約1年間飼育することに成功している。